# Owain Cyfeiliog
Owain Cyfeiliog (* um 1130; † 1197), eigentlich Owain ap Gruffydd, war ein Fürst des walisischen Fürstentums Powys. Er wurde auch als Dichter bekannt. Gewöhnlich wird ihm zur Unterscheidung von seinem gleichnamigen älteren Zeitgenossen Owain ap Gruffydd, genannt Owain Gwynedd von Gwynedd nicht der Vatersnamen angehängt, sondern als Zunamen der Name seines Fürstentums.
Owain war ein Sohn von Gruffydd, dem ältesten Sohn von Maredudd ap Bleddyn. Sein Onkel Madog ap Maredudd war nach dem Tod seines Großvaters 1132 König von Powys geworden. Owain wurde 1149 zum Unterherrscher des Cantref Cyfeiliog ernannt. Sein Territorium wurde 1153 von Rhys ap Gruffydd, dem Fürsten von Deheubarth angegriffen. Obwohl Owain später Rhys Tochter heiratete, waren die beiden lange Jahre erbitterte Gegner. Nach dem Tod seines Onkels Madog 1160 wurde Owain selbständiger Herrscher von Cyfeiliog, sein Land wurde jedoch sofort nach dem Tod seines Onkels von Owain Gwynedd angegriffen. 1163 eroberte und zerstörte er zusammen mit seinem Cousin Owain Fychan die königliche Burg von Carreghofa. Zur Abwehr der englischen Invasionspläne gehörte er 1165, wie die meisten anderen walisischen Fürsten, dem Bündnis unter Owain Gwynedd gegen König Heinrich II. an. Die gemeinsame Abwehr der Waliser und ein sommerlicher Dauerregen ließen den Feldzug des englischen Königs völlig scheitern. Im nächsten Jahr griff Owain zusammen mit Owain Fychan seinen Onkel Iorwerth Goch an und vertrieb ihn aus Mochnant. Sie teilten Mochnant auf, die Teilungslinie ist heute noch die Grenze zwischen Denbighshire und Montgomeryshire. 1167 kehrte er zur englandfreundlichen Politik Madog ap Maredudds zurück und blieb dies mehr oder weniger bis zu seinem Tod. 1167 wurde er von Owain Gwynedd und Rhys ap Gruffydd angegriffen, die sein Cantref Caereinion eroberten und es an Owain Fychan gaben, doch mit englischer Hilfe eroberte er es bald zurück. 
Owain Cyfeiliog gründete 1170 das Zisterzienserkloster Strata Marcella. Er unterstützte 1173 weiterhin die Engländer und war 1177 Mitglied der Ratsversammlung in Oxford. Er war der einzige walisische Fürst, der Erzbischof Balduin und Giraldus Cambrensis bei ihren Aufrufen zum Kreuzzug nicht unterstützte und wurde deshalb exkommuniziert. Vermutlich übergab er 1195 die Herrschaft an seinen Sohn Gwenwynwyn und zog sich in das Kloster Strata Marcella zurück.

## Familie und Nachkommen
In erster Ehe war Owain Cyfeiliog mit Gwenllian, einer Tochter von Owain Gwynedd verheiratet. Aus dieser Ehe hatte er einen Sohn, Gwenwynwyn. In zweiter Ehe heiratete er eine Tochter von Rhys ap Gruffydd. 

## Nachwirken
In jungen Jahren war Owain auch bei den Anglonormannen als gefürchteter Krieger bekannt und wurde in vielen Liedern besungen. Als älterer Fürst wurde er von Giraldus Cambrensis als weiser, gerechter und in seiner Herrschaft mäßiger Fürst gelobt. Daneben war er selbst ein Dichter eines Kriegerstücks und anderer Gedichte.